# Česká Jablonná
Česká Jablonná je místní část města Přibyslavi, ležící od něj 3,5 km jižně v nadmořské výšce 510 m n. m. Rozkládá se v údolí na potoku Bystřice. Na západě ční nejvyšší bod v okolí U Božích muk (562 m n. m.) a na severu se tyčí vrch Borovina (526 m n. m.).

## Historie
První zmínka pochází ze dne 6. dubna 1356, kdy Čeněk z Lipé postupuje polenské panství včetně této vsi Ješku z Pirkštejna. Tehdy byla značena jako Gablanc Bohemicale. Po celou svou historii patřila k polenskému panství. V 17. století je již vedena jako Česká Jablonná (Czieska Jablon nebo Čzeska Jablonna). Na konci 18. století má již německou variantu jména Böhemisch Gablenz nebo Česká Gablon.
30. dubna 1976 se stala částí města Přibyslav.

## Obyvatelstvo

### Struktura
Vývoj počtu obyvatel za část obce Česká Jablonná uvádí tabulka níže.
| Rok            | Rok      | 1869 | 1880 | 1890 | 1900 | 1910 | 1921 | 1930 | 1950 | 1961 | 1970 | 1980 | 1991 | 2001 | 2011 |
| -------------- | -------- | ---- | ---- | ---- | ---- | ---- | ---- | ---- | ---- | ---- | ---- | ---- | ---- | ---- | ---- |
| Česká Jablonná | obyvatel | 210  | 209  | 215  | 226  | 222  | 229  | 234  | 189  | 208  | 170  | 137  | 144  | 129  | 110  |
| Česká Jablonná | domů     | 30   | 33   | 34   | 36   | 38   | 39   | 40   | 44   | 39   | 39   | 35   | 40   | 41   | 41   |

## Fotogalerie

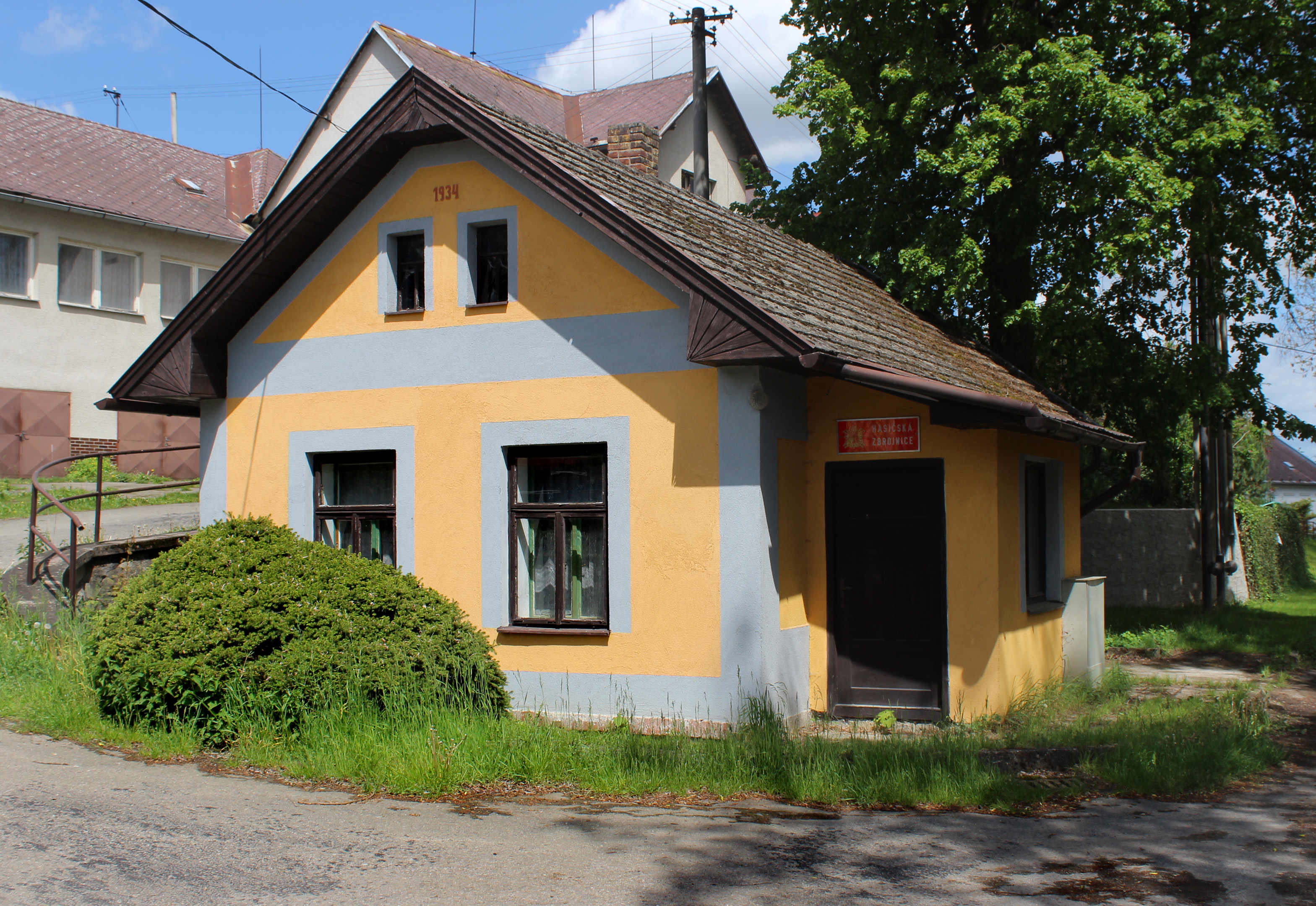
Hasičská zbrojnice
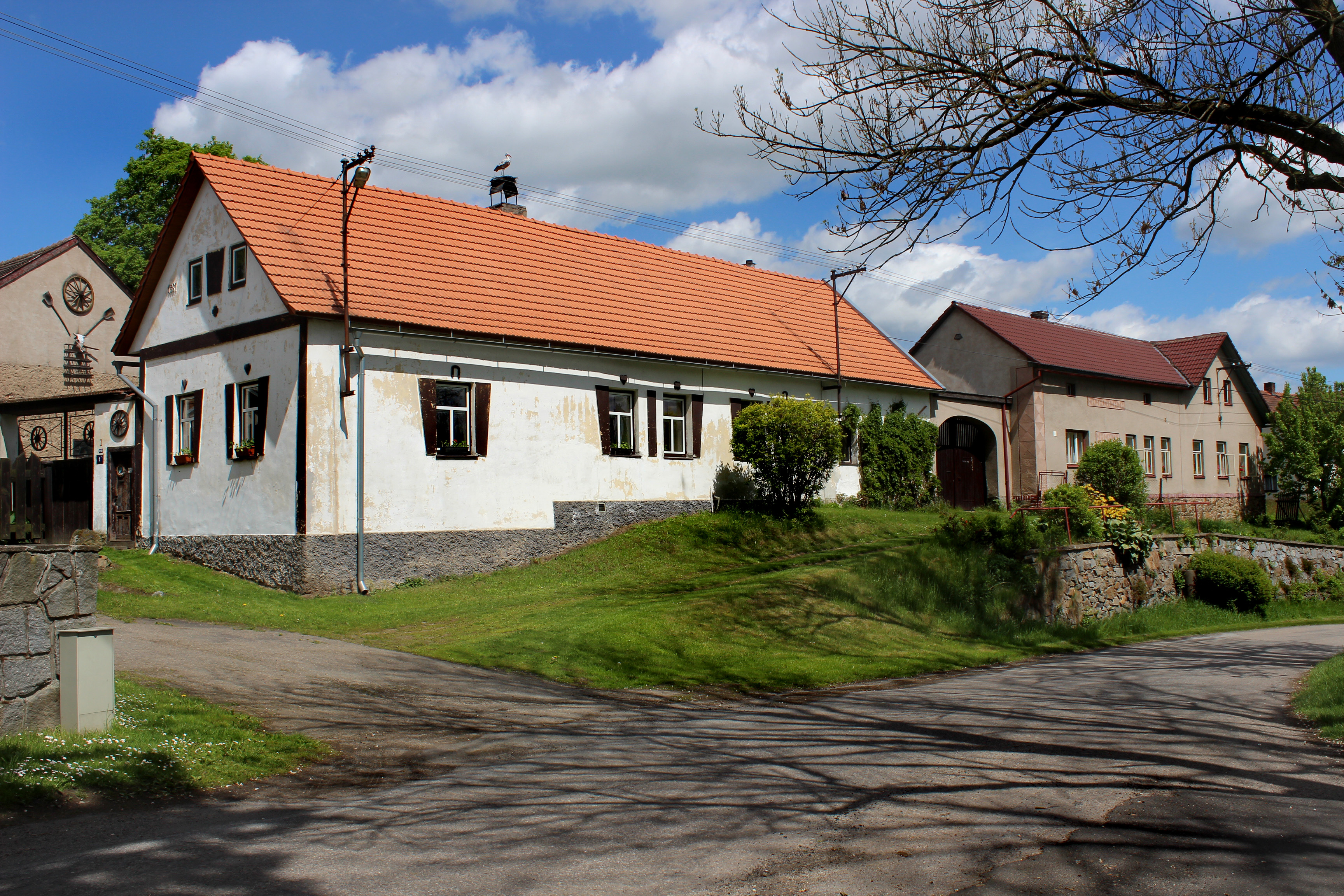
Hlavní ulice
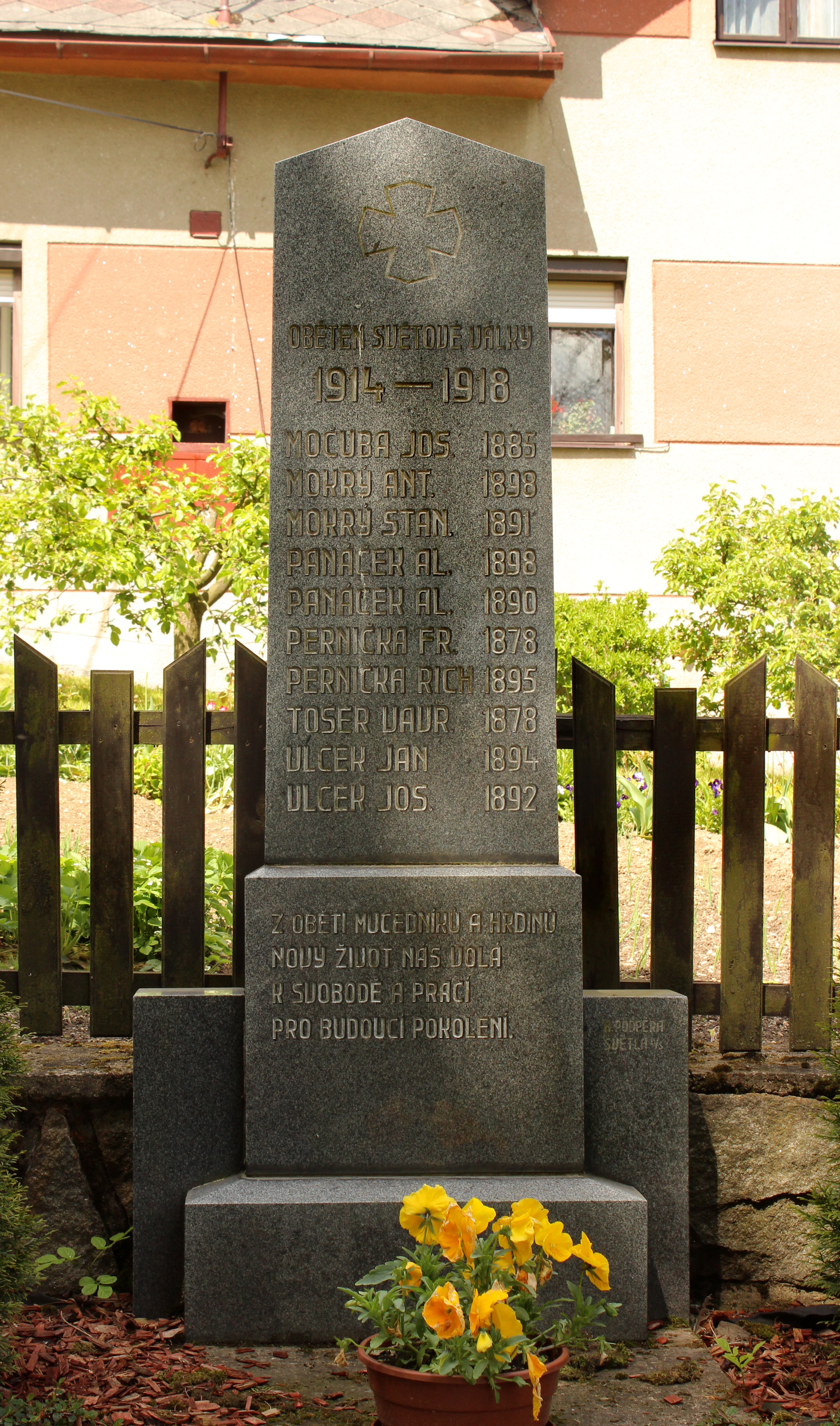
Památník
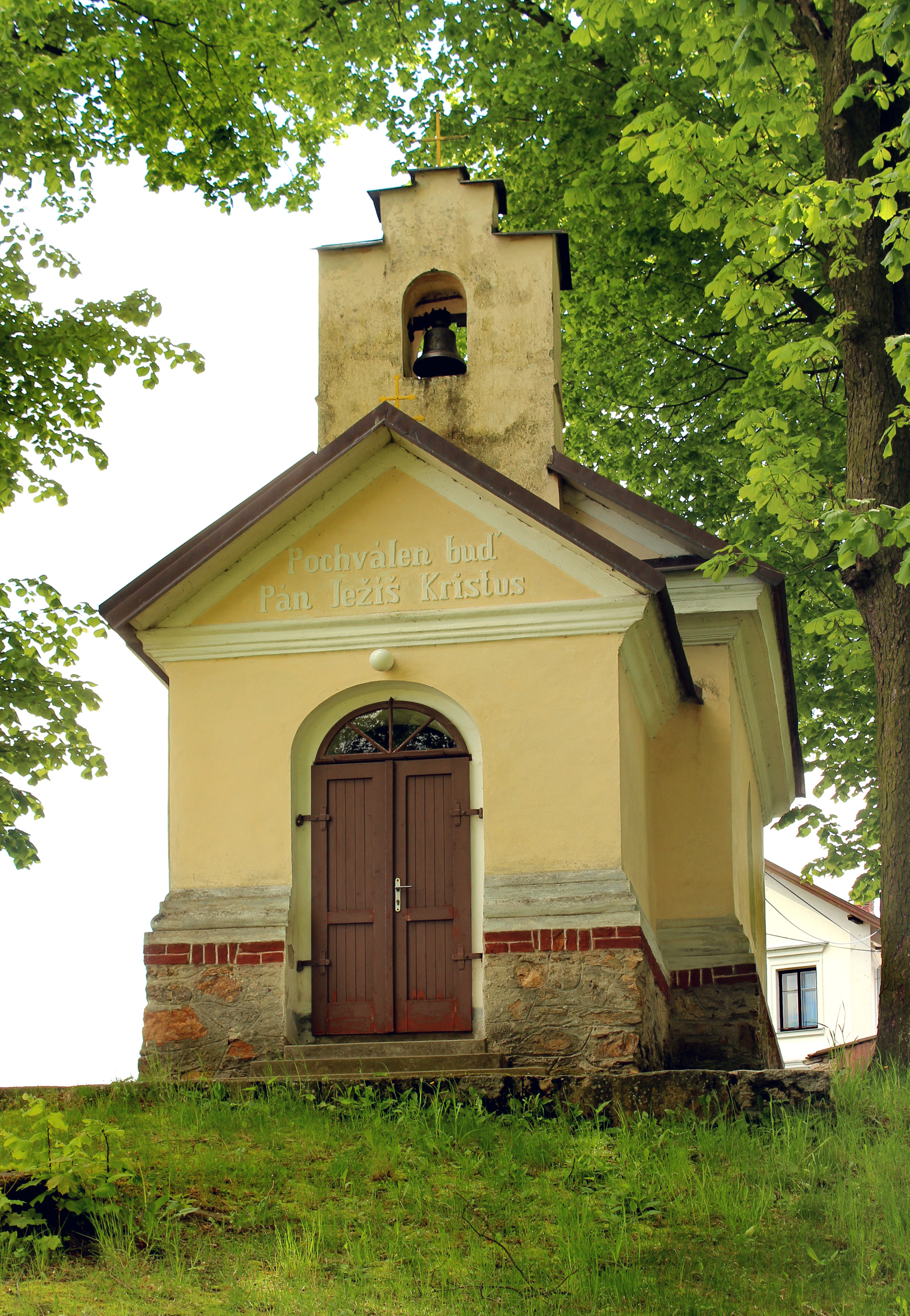
Kaple Nejsvětějšího Srdce Ježíšova

## Pamětihodnosti
- pomník obětem první světové války z roku 1931
- kaplička Nejsvětějšího Srdce Ježíšova z roku 1905
- boží muka, smírčí kříž u silnice na Brzkov[3]
- Dům čp. 13

## Osobnosti
Se vsí jsou spjaty tyto osobnosti:
- Františka Kolářová-Vlčková (1883–1956), profesorka a spisovatelka[3]